# Центр Луганска

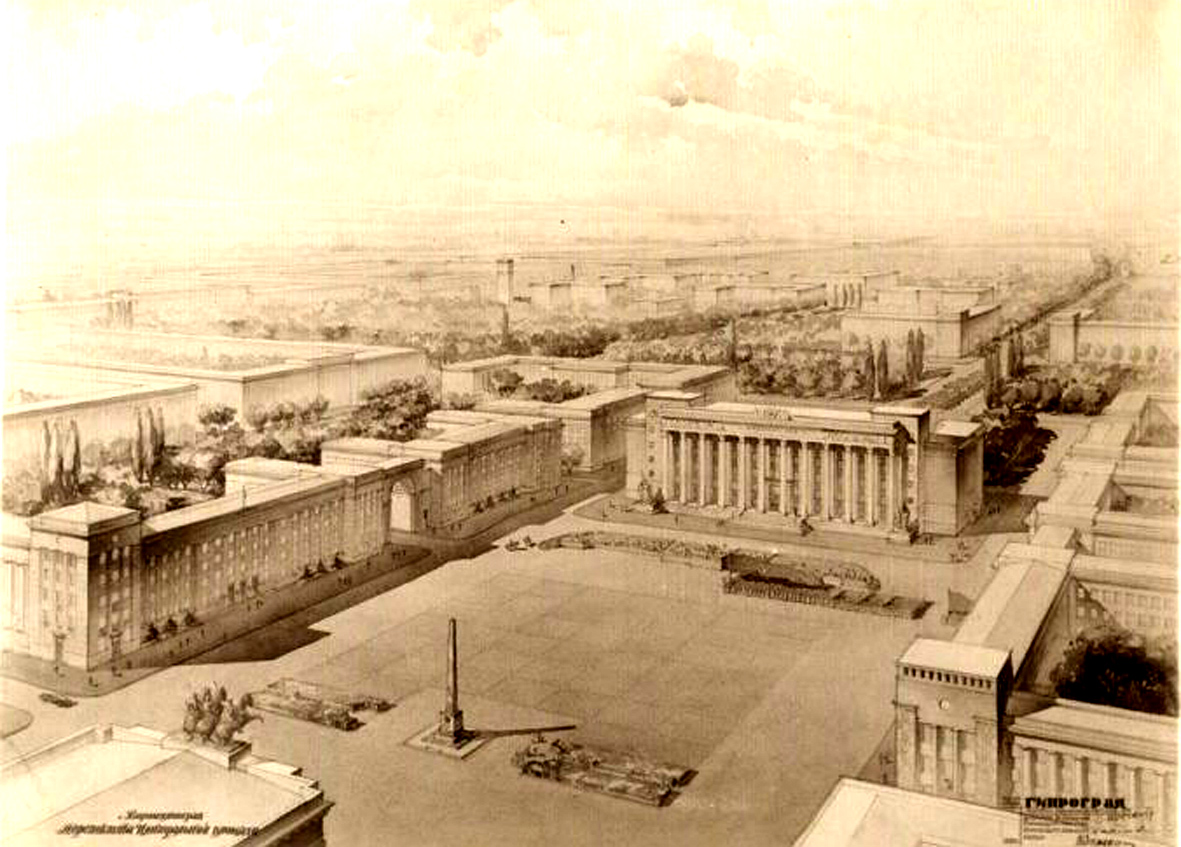
Дом Советов (выход на современную Театральную площадь). Новый центр спроектировали в 1939 году

Це́нтр Луга́нска — административная и коммерческая часть города, в которой расположены основные органы государственной власти и местного самоуправления, банковские учреждения, гостиницы, а также многочисленные торговые комплексы. Находится в Ленинском районе вдоль ул. Советской и нескольких параллельных улиц между ул. Луначарского и 50-летия образования СССР.
Согласно генеральному плану Луганска, утверждённому в январе 2011 года, центр вместе со Старым городом составляют зону исторической застройки.

## Исторический очерк
Застройка будущего центра начинается с конца 1920-х годов. В 1928 году появляются первые корпуса Луганской областной детской клинической больницы. В 1929 году на ул. Оборонной открылся педагогический институт. Тогда же рабочие Эмаль-завода заселяются в новые дома на 12-й линии. В 1930-х годах на ул. Советской сводятся административные здания № 47, 49, 55, 59 и жилой дом № 43, теперь памятник местного значения.
С предоставлением Ворошиловграду в 1938 году статуса областного центра возник вопрос о его реконструкции. Был разработан план развития нового центра. В 1939 году архитекторы Григорий Лебединский и Мороз с Дипромиста подготовили проект Дома Советов, вокруг которого должен был сформироваться административный квартал. К этому замыслу областная власть вернулась после войны. 28 июня 1946 года исполком Ворошиловградского облсовета принял постановление о строительстве Дома Советов. 6 июля 1946 года Архитектурный совет Управления по делам архитектуры при Совете Министров УССР дал своё согласие на реализацию проекта.
В 1948 году Совет Министров СССР выделил средства на развитие города. По генеральному плану, Ярмарочная площадь, бывшее городское кладбище (в настоящее время сквер Молодой гвардии) и прилегающие улицы подлежали полной перестройке. На их месте возводились современные общественные и жилые дома. Вместе были внесены определённые коррективы. Вместо Дома Советов в 1956 году появилось здание обкома КПУ со значительными упрощениями. Улицы и площадь Советов (Героев ВОВ) вокруг этой и других административных зданий сформировали новый центр города.
Долгое время в пределах центральной части города рядом с элитным жильём сосуществовали небольшие домики частного сектора. К началу 1970-х годов сразу за Центральным рынком находился Цыганский хутор, который в то время приобрёл дурную славу.
Параллельно проводились «очистки» центра от присутствия религиозных объектов. Николаевский собор и Воскресенская церковь были разрушены ещё в 1935 году. Однако верующие возродили православную общину во время Второй мировой войны и заняли помещение бывшей синагоги. В 1949 году местные власти изъяли церковное здание, но зато позволили возвести новую молельню в Гусинивцах.

### Сталинская архитектура

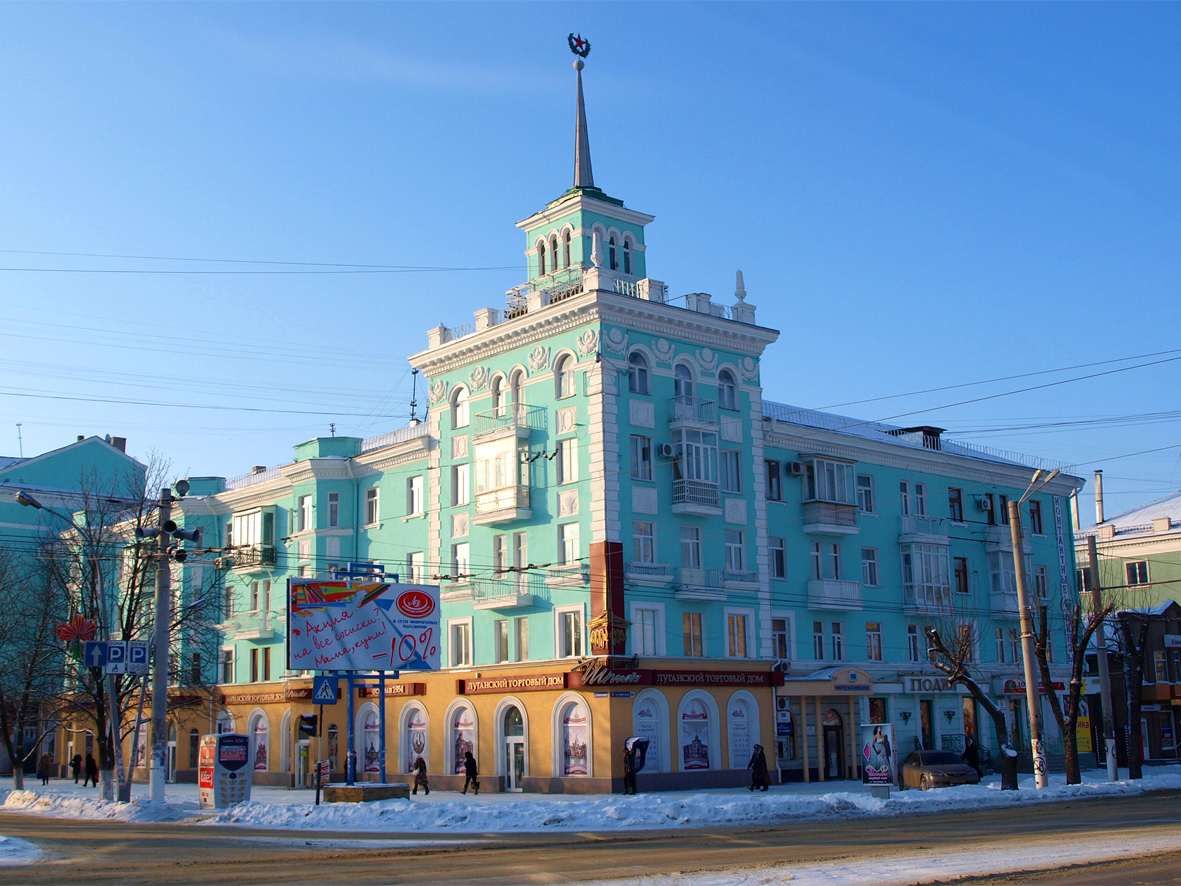
Дом со шпилем (ул. Советская, 64)

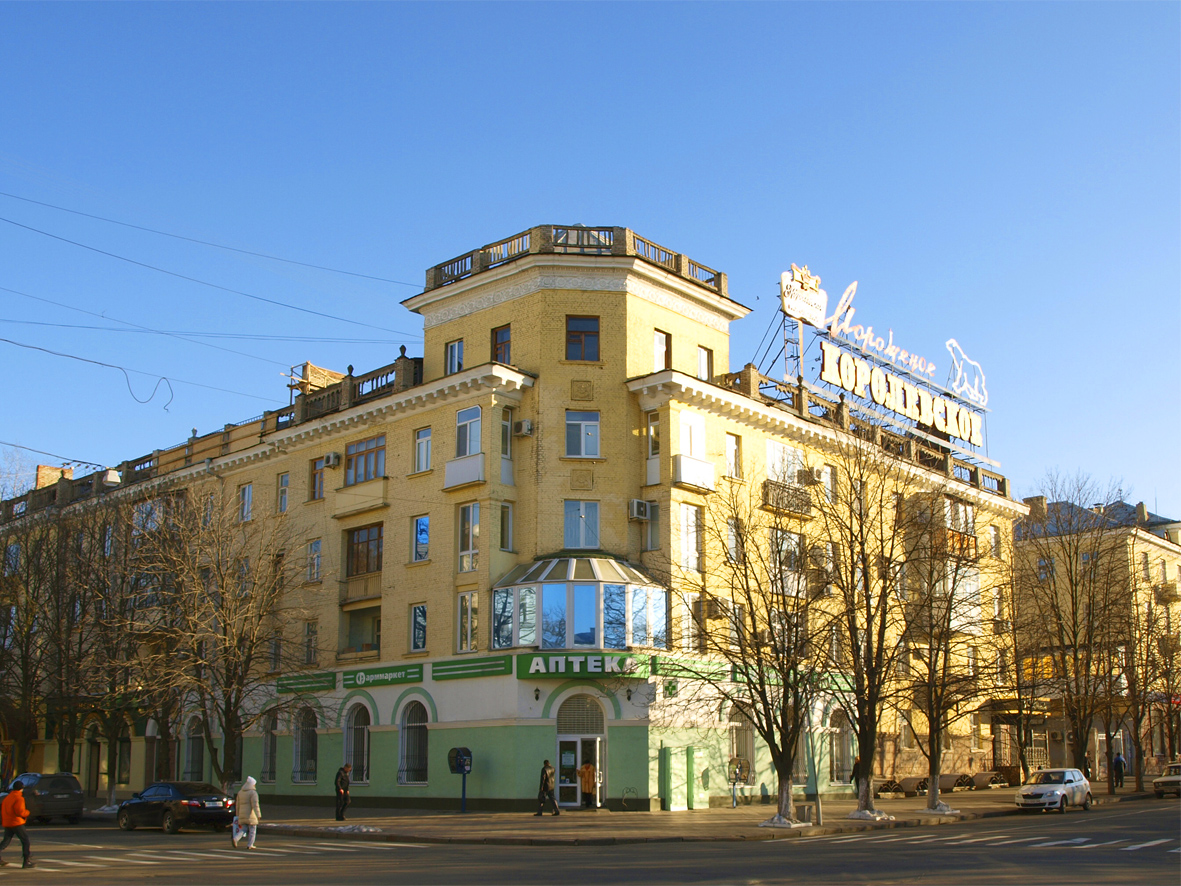
Площадь Героев ВОВ, дом № 6 с башней

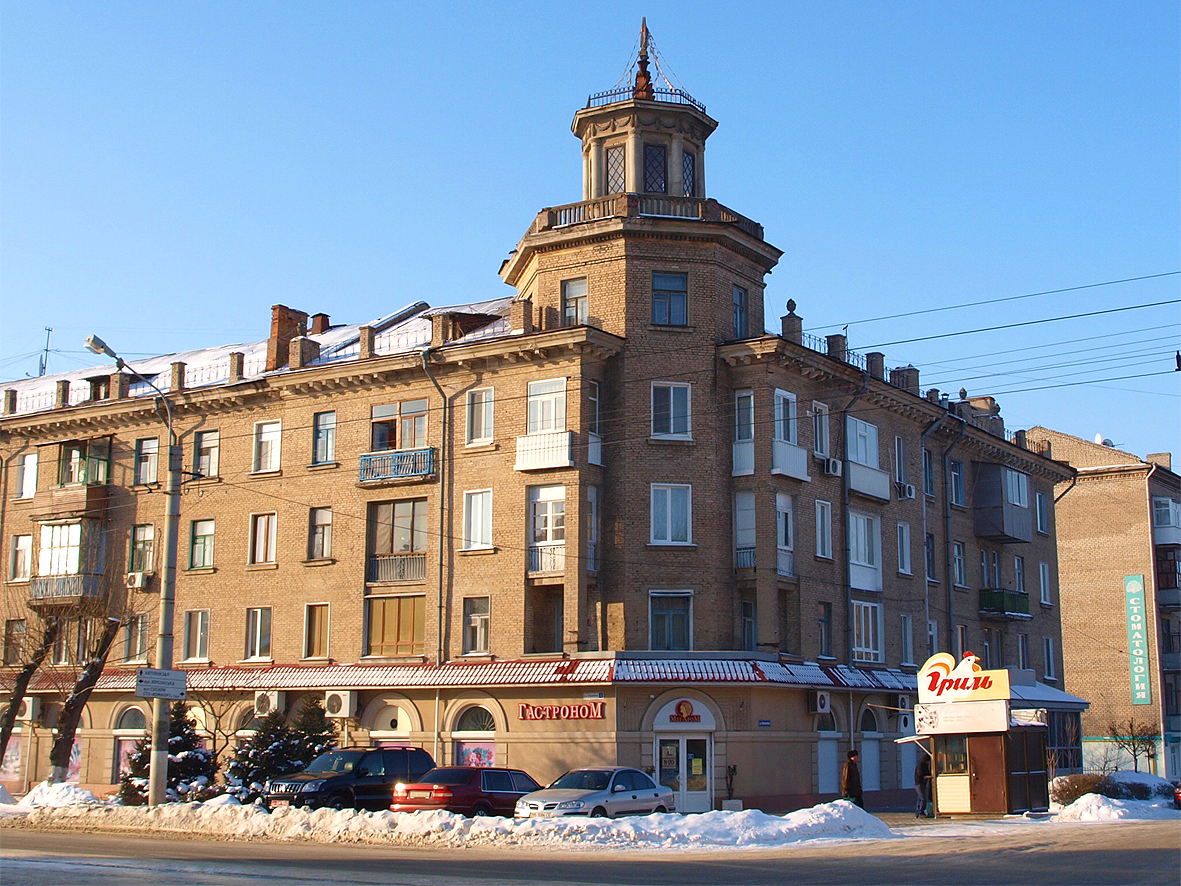
Ул. Оборонная, 5

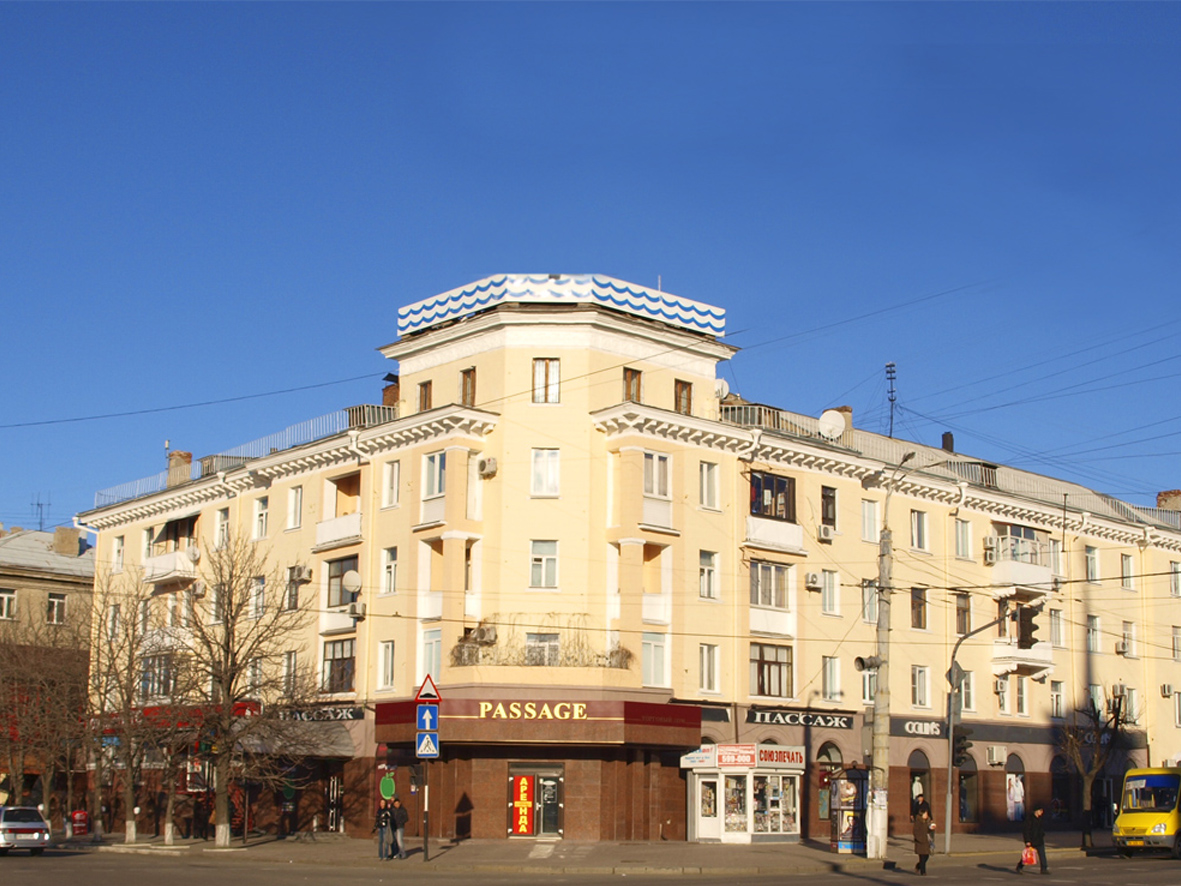
Площадь Героев ВОВ, дом № 2

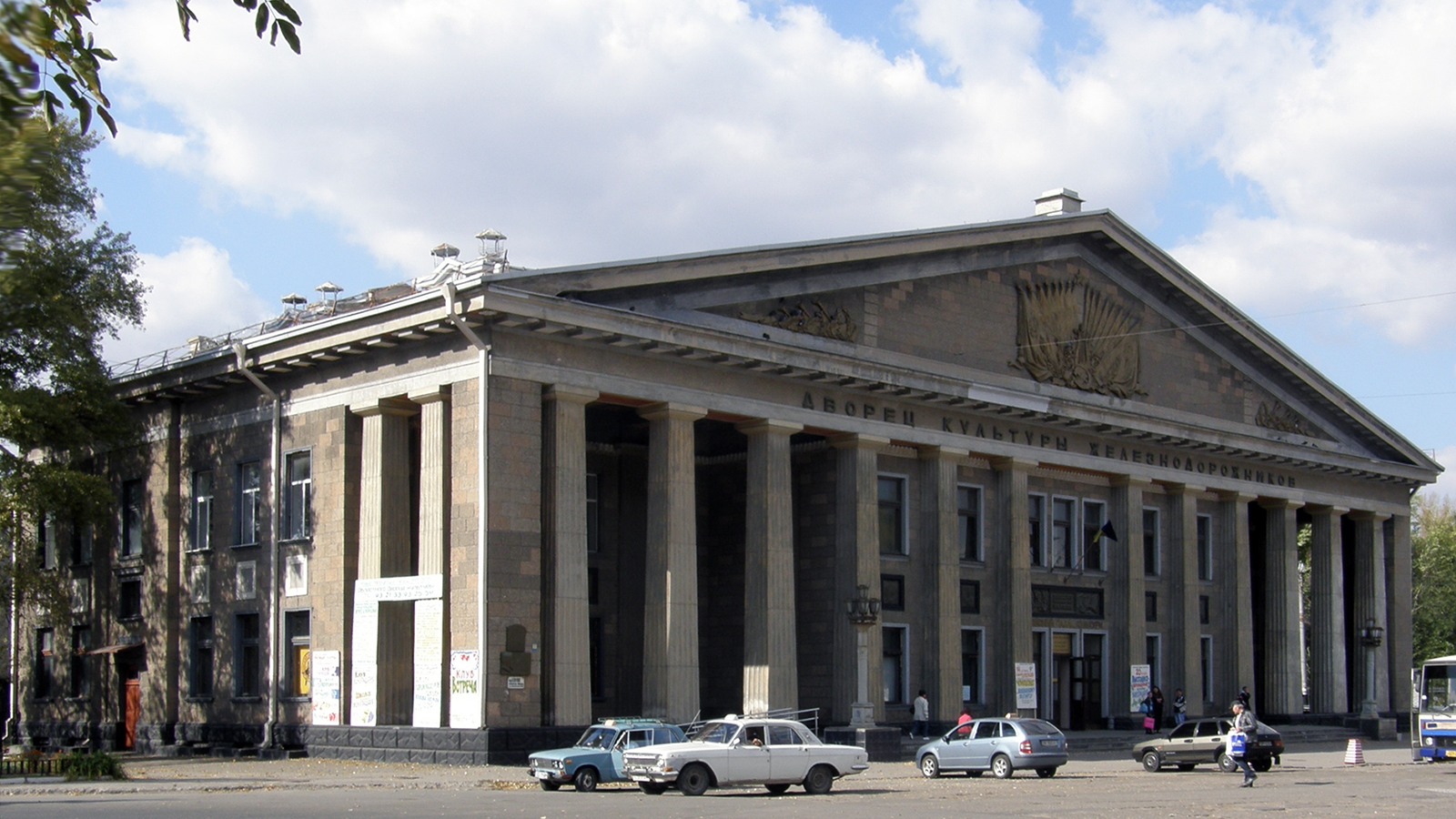
ДК железнодорожников

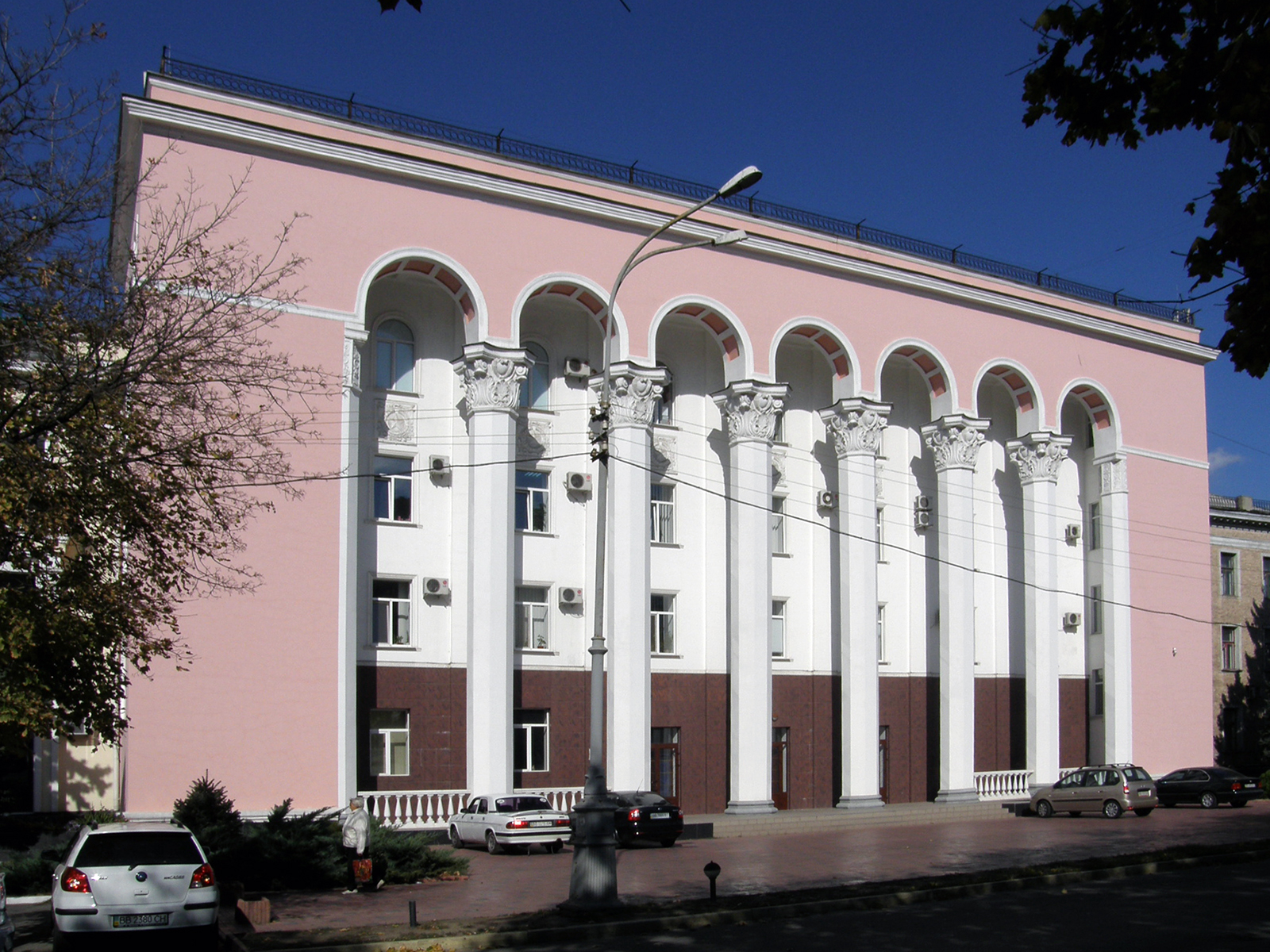
Ул. Карла Маркса, 7

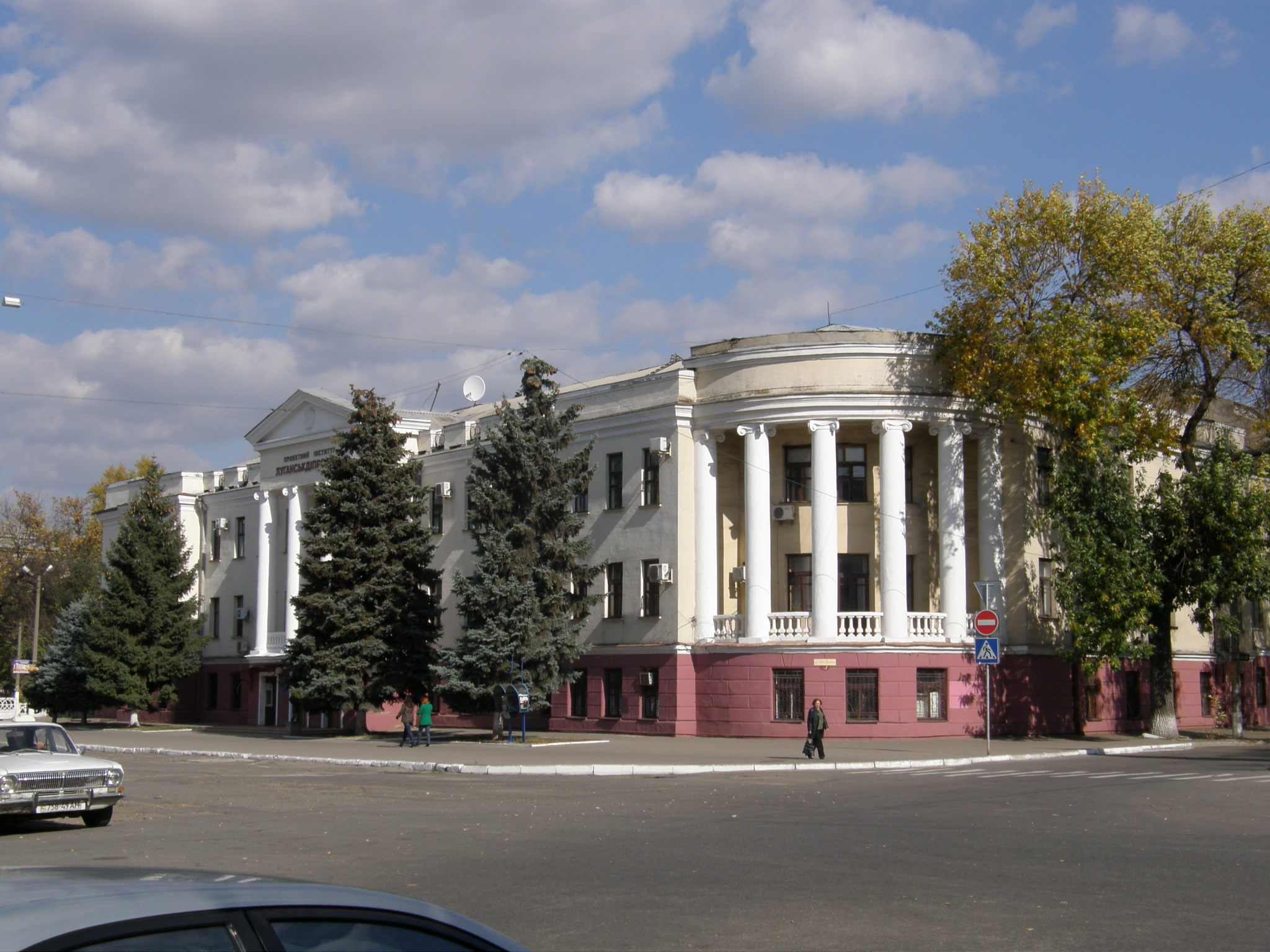
ЛуганскДИПРОшахт

Застройка центра велась в русле парадной монументальной архитектуры того времени. Одними из первых выросли «дома со шпилем», которые были выполнены в стиле сталинского ампира. Подобные ансамбли наблюдались по всему Советскому Союзу (сталинские высотки, гостиница «Украина» в Киеве, дом со шпилем на площади Конституции в Харькове).
Однако после выступления Никиты Хрущёва на II Всероссийском Съезде строителей 4 ноября 1955 года вышло постановление ЦК КПСС и Совета Министров СССР «Об устранении излишеств в проектировании и строительстве». Советское руководство исходило из того, что увлечение показным украшением фасадов опустошают государственную казну.
«Многочисленные декоративные колоннады и портики и другие архитектурные излишества, — говорилось в документе, — заимствованные из прошлого, стали массовым явлением при строительстве жилых и общественных зданий, в результате чего за последние годы на жилищное строительство перерасходовано много государственных средств, на которые можно было бы построить не один миллион квадратных метров жилой площади для трудящихся».
Переход от одного архитектурного стиля к другому можно наблюдать в пределах площади Героев Великой Отечественной войны. Здание обкома КПУ с колоннадой в неоклассическом стиле, дома со шпилями на юге площади, дома № 2 и 6 с башнями на востоке сквера контрастируют с невыразительными жилыми домами № 1, 5, а также сооружениями на ул. Советской и Демёхина, появившиеся после постановления.
На рубеже 1970-х — 1980-х годов обсуждался вопрос об очередном переносе центра в район между улицами Советская, Сороки, 18-й и 19-й линиями. Был разработан проект реконструкции новой площади и застройки новыми административными зданиями. Однако из-за отсутствия денег, а затем распада СССР идея не была реализована.

## Описание

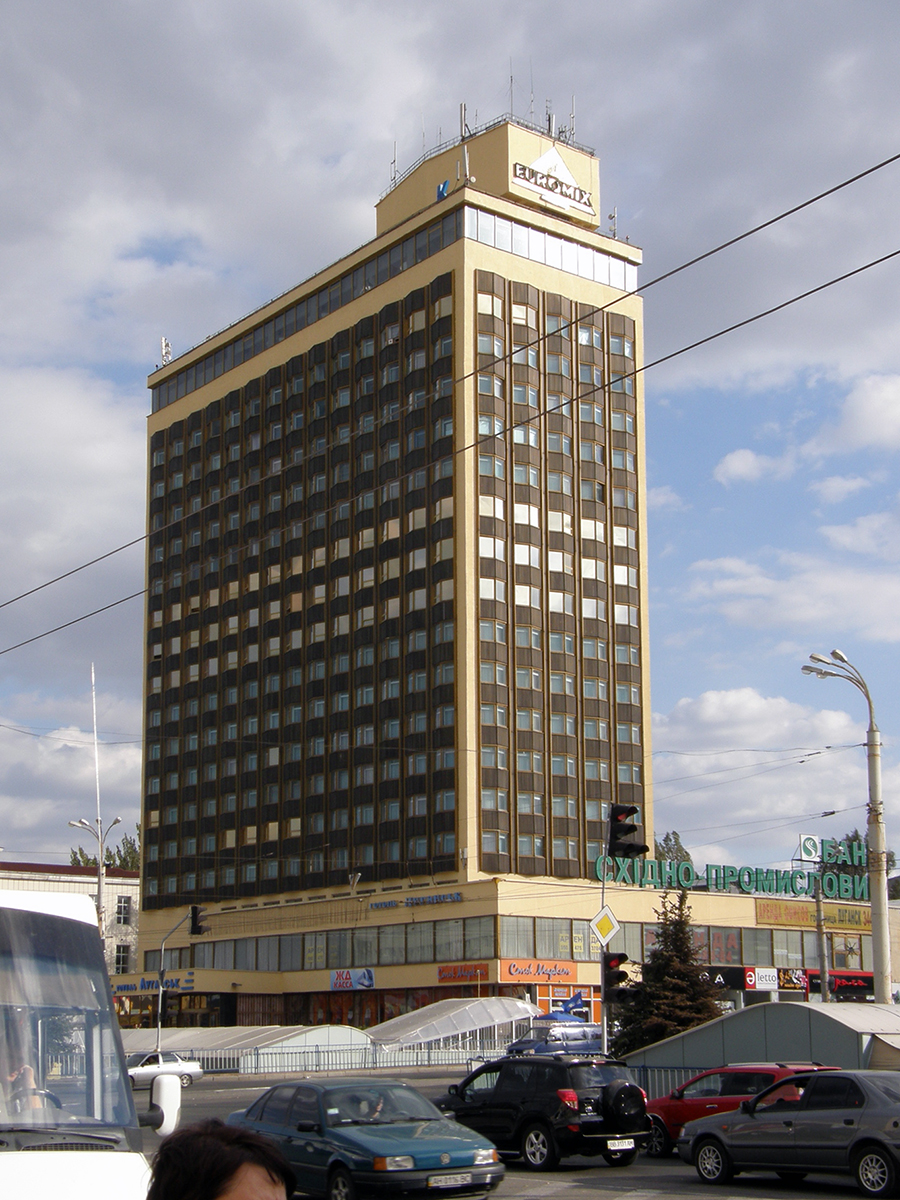
Отель «Луганск»

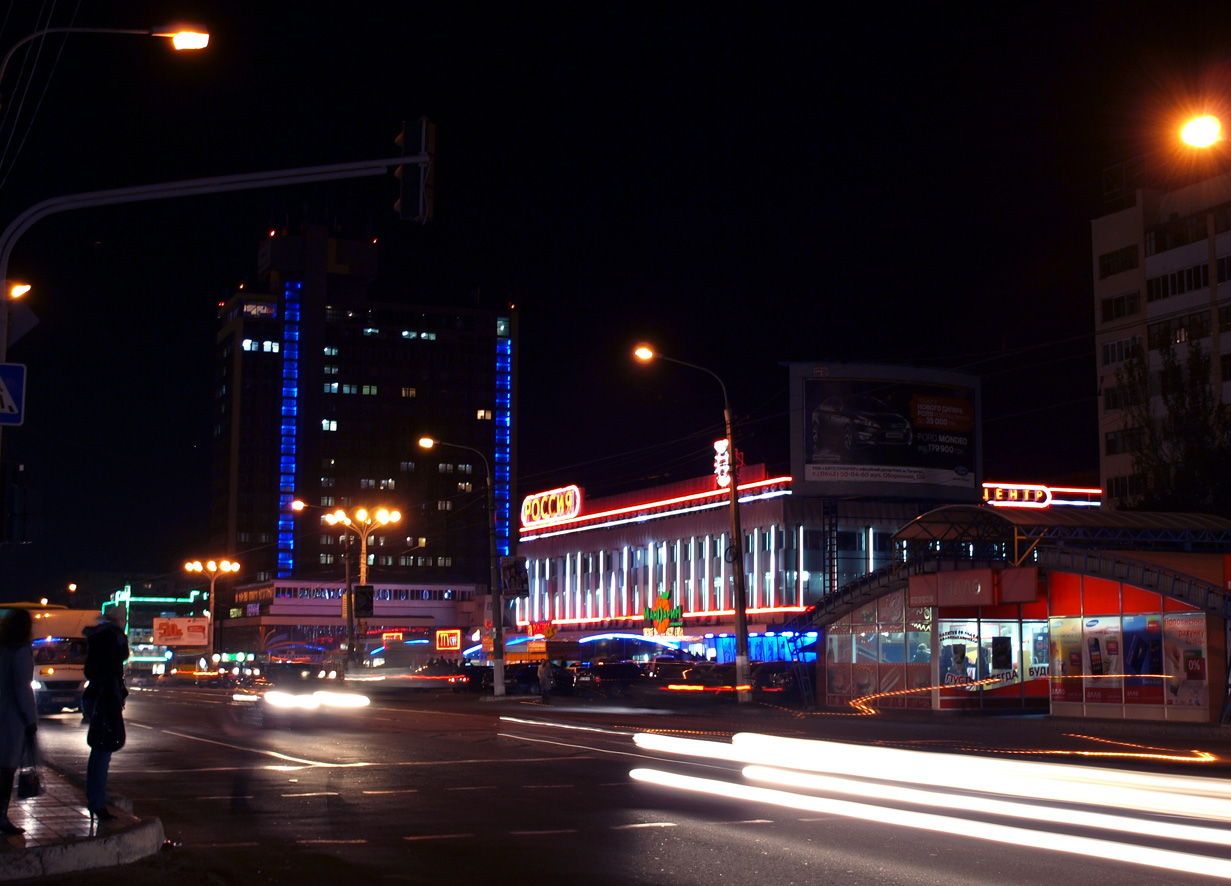
Отель и коммерческий центр на ул. Оборонной

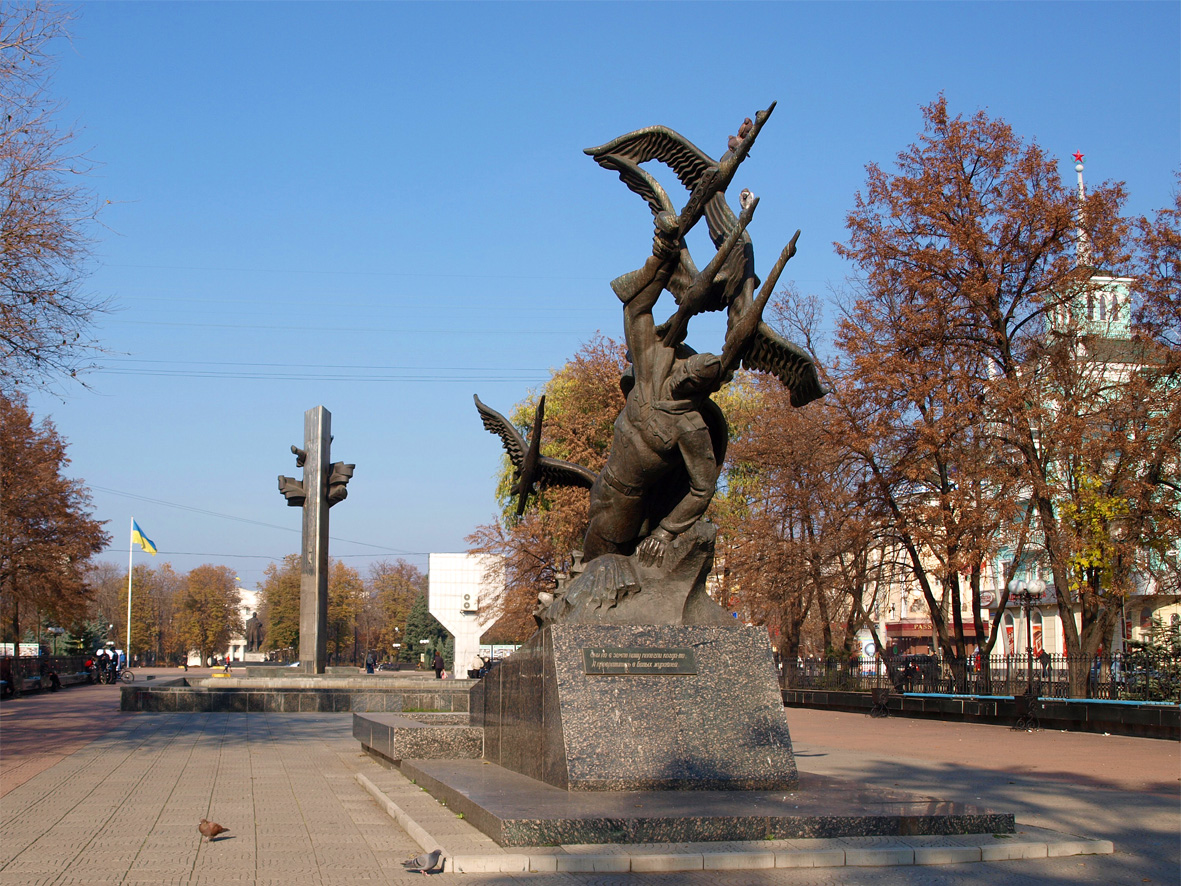
Монумент «Журавли» на площади Героев ВОВ

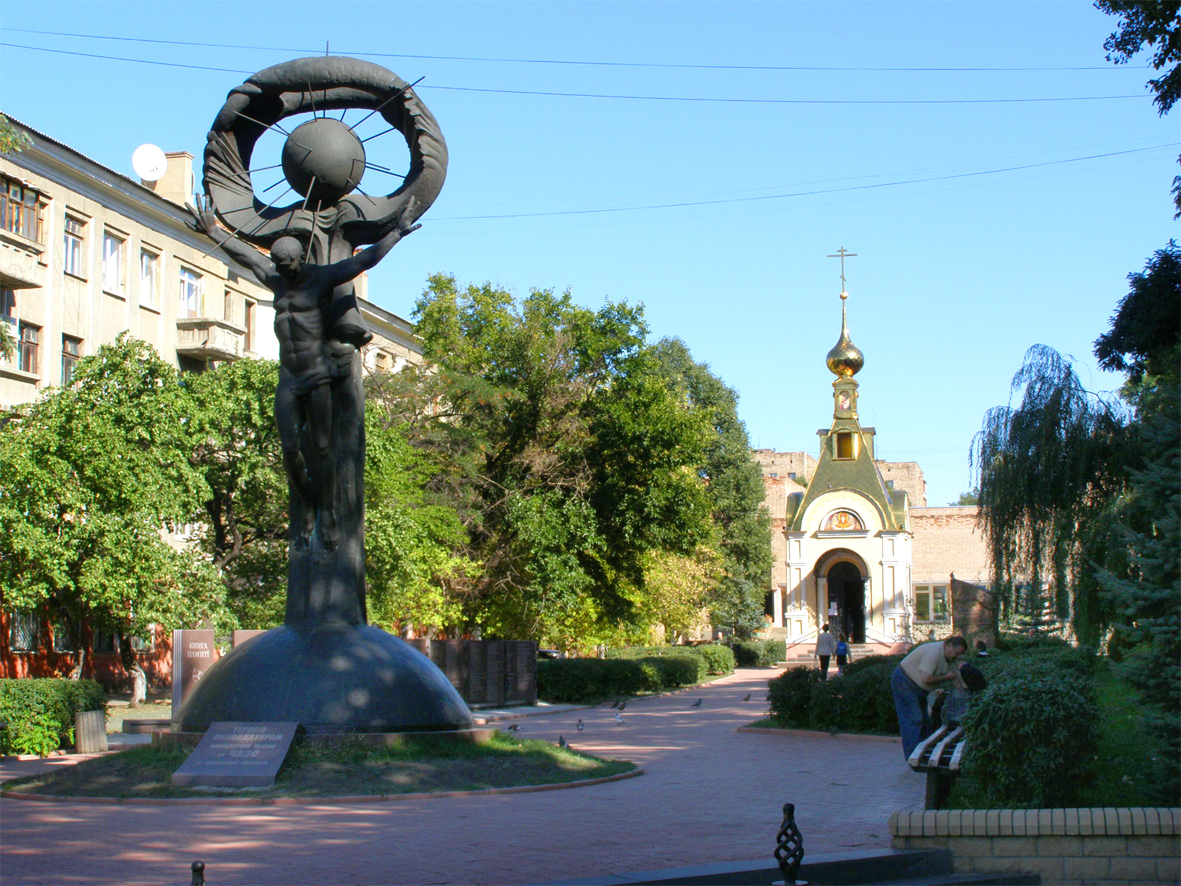
Памятник чернобыльцам

В центре находится ряд государственных учреждений, в частности облгосадминистрация, облсовет (площадь Героев ВОВ, 3), городской совет (ул. Коцюбинского, 14), райисполком Ленинского района (ул. Котельникова, 17), апелляционный суд Луганской области, областная прокуратура, УВД в Луганской области (ул. Польского, 3), областная налоговая администрация, Управление СБУ в Луганской области (ул. Советская, 79), Управление НБУ в Луганской области (ул. Советская, 83), а также Луганская областная универсальная научная библиотека им. М. Горького (ул. Советская, 78), областной архив (ул. Советская, 85), Областной театр русской драмы, Луганский театр кукол, областной совет Федерации профсоюзных организаций, Укртелеком, две церкви, две часовни, гостиницы «Динамо» (ул. Советская , 48), «Советская» (ул. Советская, 54), «Луганск» (ул. Советская, 76), Центральный рынок, банки, торгово-развлекательные комплексы, супермаркеты, бутики.

## Транспорт
Через центр проходит основной общественный транспорт (автобусы и троллейбусы), соединяющий почти все части города, в том числе г. Счастье, пос. Юбилейное, железнодорожный вокзал и центральную автобусную автостанцию. В районе Ленинского райисполкома также находится пригородная автостанция.

## Центральные улицы
В рамках нового центра полностью или частично находятся улицы:
- Советская
- Оборонная
- Коцюбинского
- Котельникова
- Лермонтова
- Луначарского
- Челюскинцев
- Шелкового (Новоствитливская)
- 3-я Донецкая
- Сент-Этьеновская (4-я линия)
- Польского (10-я линия)
- Шеремета (11-я линия)
- Демёхина
- Титова (13-я линия)
- Шевченко (14-я линия)
- 15-я линия
- 16-я линия

## Скверы и площади
- Театральная площадь
- Площадь и сквер героев Великой Отечественной войны
- Сквер Молодой гвардии
- Сквер Славы героев гражданской войны

## Памятники

### Площадь Героев Великой Отечественной войны
- Могила неизвестного солдата и Героям Советского Союза
- «Журавли»
- Т.Шевченко
- Бюст Т.Шевченко

### Сквер Молодой гвардии
- Братская могила 14 луганчан-красногвардейцев
- Ульянову-гимназисту
- Молодогвардейцам
- Поэтесе Татьяне Снежиной

### Другие места
- Памятный знак по случаю 2000-летия Рождества Христова (Луганская Богородица)
- Героям чернобыльцам на перекрестке улиц Польского и Луначарского
- Участникам войны 1917—1921 годов в сквере Славы героев гражданской войны
- Погибшим сотрудникам милиции в Великой Отечественной войне и при исполнении служебных обязанностей
- В честь подвига рабочих милиции в гражданской и Великой Отечественной войнах
- Бюст К.К.Гаскойна
- Труженику Луганщины
- Ленину

## Основные городские мероприятия
Основные государственные и народные праздники горожане отмечают в центре города. Главная новогодняя ёлка на рубеже 1950-х — 1960-х годов устанавливалась между домами со шпилем. С 1966 года её перенесли в сквер Героев ВОВ. На рубеже ХХ-XXI веков её новым местом стала Театральная площадь. На площади также с концертами, фейерверками и салютами отмечают День Победы и День города.
Основные политические акции, протесты проводят возле облгосадминистрации в сквере Героев ВОВ. Коммунисты организовувают митинги у памятника Ленину, а также идут шествием по ул. Советской.

## Бомбоубежища
В период холодной войны в Луганске, как и по всему СССР, активно строились гражданские убежища (известные как «бомбоубежища»), которые предназначались для защиты населения от оружия массового поражения.
Обком КПУ, государственные и общественные учреждения, предприятия обязательно имели подземные помещения с прочными конструкциями и противовзрывными устройствами. В некоторых дворах центра города также были оборудованы подобные хранилища. Теперь о них напоминают оголовки аварийных выходов и вентиляционных каналов, которые можно наблюдать в сквере и дворах на площади Героев Великой Отечественной войны, Красной площади, на ул. Польского (10-й линии) и т. д..